# SC 2500
La SC 2500 era una bomba a caduta libera progettata per essere impiegata da parte della Luftwaffe verso il termine della seconda guerra mondiale. Tra le più grandi bombe d'aereo tedesche, per il suo peso poteva essere trasportata da pochi aerei tedeschi dell'epoca e trovò scarsissimo impiego, prevalentemente come ordigno antinave. Essendo sprovvista di sistemi di guida o di freno aerodinamico, arrivava sul bersaglio "in caduta libera".

## Tecnica
Appartenente alla famiglia di bombe d'aereo "SC", dal tedesco Sprengbombe Cylindrisch - (bomba detonante cilindrica) ne rappresentava la versione più pesante.
Molto simile alla SB 2500 realizzata in acciaio, ne differiva per il materiale di costruzione, l'alluminio.
Il peso della SC 2500 non ne consentiva il trasporto da parte della maggior parte degli aerei tedeschi, come detto poche righe fa. Tra i pochi in grado di trasportarla vi era l'Heinkel He 111, che nella sua versione "P" aveva sostituito il vano bombe interno con punti di attacco esterni, ma poteva trasportarne solo una.
Al termine del conflitto ne furono trovati pochi esemplari per uso navale con la scritta "da non lanciare su terra in attacchi a bassa quota o senza sistema di ritardo" (Bei abwurf auf land nicht im tiefangriff und nur o.V.)

### Lista di bombe tipo SC
| Nome               | peso(kg)      | diametro (mm) | lunghezza (mm) | lunghezza del corpo bomba (mm) | esplosivo (kg) |
| ------------------ | ------------- | ------------- | -------------- | ------------------------------ | -------------- |
| SC 50              | 50 (+/- 4)    | 200           | 1100           | 766                            | 25             |
| SC 100 it          | 100           |               |                |                                | 47–50          |
| SC 250             | 250 (+/- 12)  | 368           | 1640           | 1173                           | 125            |
| SC 500             | 500 (+/- 20)  | 470           | 2010           | 1432                           | 260            |
| SC 500 J           | 500           | 470           | 1975           |                                | 245            |
| SC 1000 "Herrmann" | 1027 (+/- 34) | 654           | 2580           | 1678                           | 530–590        |
| SC 1200            | 1117          | 650           | 2781           | 1905                           | 631            |
| SC 1800 "Satan"    | 1832 (+/- 65) | 660           | 3500           | 2674                           | 1000–1100      |
| SC 2000            | 2000          | 660           | 3500           |                                | 1200           |
| SC 2500 "Max"      | 2450          | 829           | 3895           |                                | 1700           |